# Верни (фрегат)
Верни (42) — багатофункціональний фрегат типу «Вілінген», що стоїть на озброєнні Військово-морських сил Болгарії. Головний корабель типу «Вілінген».

## Історія

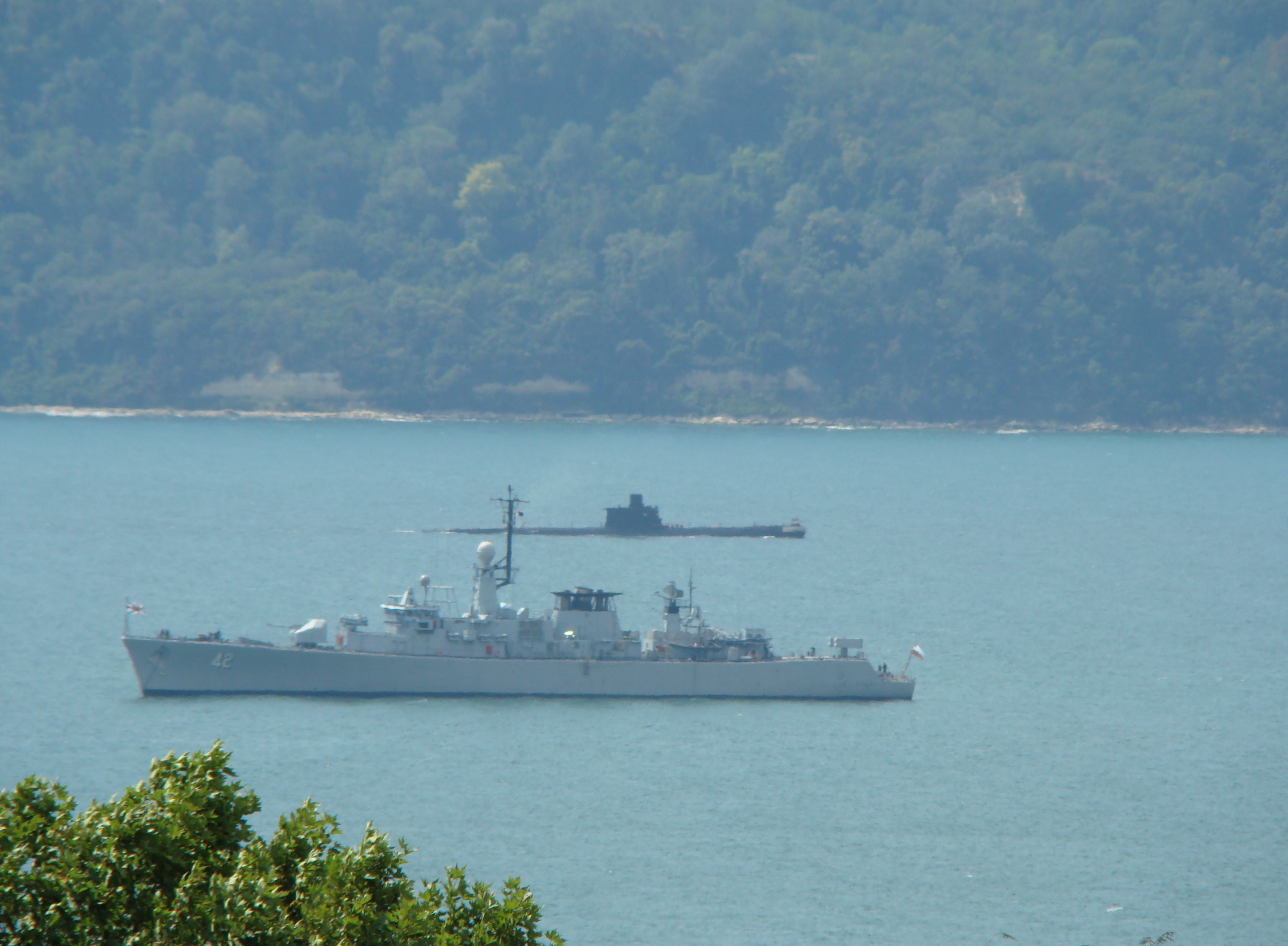
У 2009 році

Фрегат був побудований на судноверфі Boelwerf Temse для бельгійських ВМС під назвою "Wielingen", є головним кораблем класі «Вілінген». Закладений 5 березня 1974, введений в експлуатацію 20 січня 1978 року. Бортовий номер F910. Хрещеною матір'ю стала Фабіола де Мора і Арагон, королева Бельгії, дружина, а потім вдова короля Бельгії Бодуена I. 
Виведений зі складу флоту Бельгії в 2006 році, проданий Болгарії в 2008 році. Перейменований в  «Верни», отримав бортовий номер F 42. У лютому 2009 року залишив Зебрюгге під болгарським прапором і новим ім'ям.

## Участь у військово-морських операціях
| Операція                   | Рік участі |
| -------------------------- | ---------- |
| Операція «Активні зусилля» | 2016       |
| «Sea Guardian»             | 2017       |
| Операція «Sea Shield»      | 2017       |

## Джерело
- korabli.eu